# میرتا میلر
میرتا میلر (انگلیسی: Mirta Miller؛ زادهٔ ۱۶ اوت ۱۹۴۸) یک هنرپیشه اهل آرژانتین است.
وی بازیگر فیلم‌هایی همچون تخم چشم بوده است.